# Juan de Vilches
Juan de Vilches, latinizado como Ioannes Vilchius (Antequera, provincia de Málaga, f. siglo XV – 1566) fue un humanista, gramático y poeta neolatino español.

## Biografía
Poco se ha llegado a saber sobre él. Fue un estudiante aventajado, se hizo clérigo y, aunque quiso marchar a América, tuvo que desistir de ese propósito y buscar el mecenazgo del vicario de Málaga Bernardino Contreras. Fue notario apostólico de la Colegiata de Antequera (1523), secretario de su Cabildo (1528) y preceptor de gramática de la misma: a sí mismo se llamó anticuarius o erudito. Pero aunque su vida transcurrió en Antequera, mantuvo contacto con influyentes personajes del lugar: el provisor Bernardino Contreras, el canónigo Francisco Girón, el cardenal Tavera, el obispo de Málaga Bernardo Manrique, a quien dedica una égloga; el cronista y diplomático Luis de Ávila, la afamada familia malagueña de los Torres y personalidades de Granada como Juan Clemente o Pedro Mota, y fue amigo también del humanista y poeta neolatino Jaime Salvador Solano, quien le dedicó algunas de sus obras. Entre sus discípulos cabe mencionar al poeta Luis Barahona de Soto. Se han conservado de Vilches alrededor de un centenar de poemas en latín, y puede considerarse un importante antecesor de la Escuela antequerano-granadina.

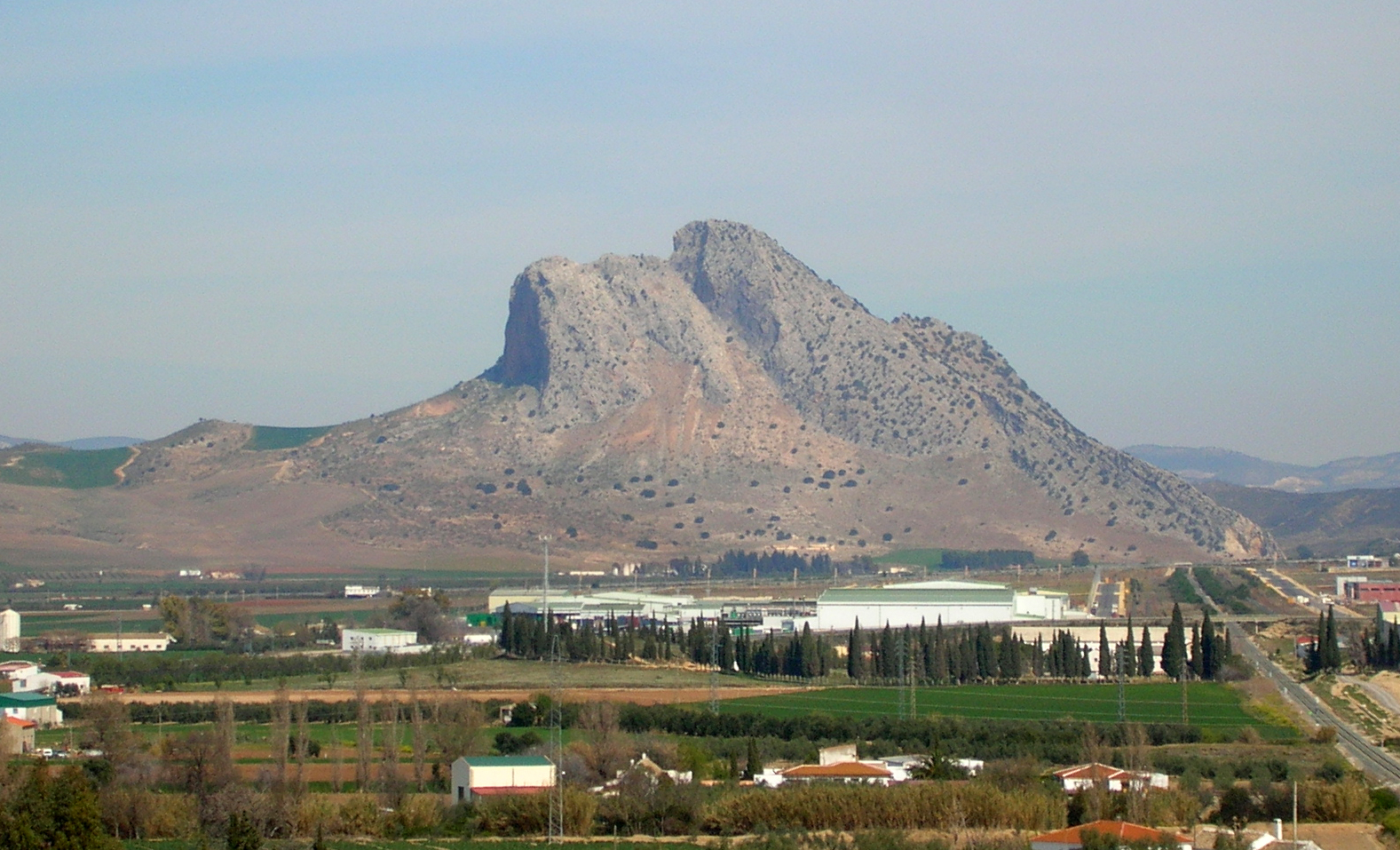
Peña de los enamorados de Antequera, cuya leyenda canta el poeta Juan de Vilches de uno de sus poemas. Su contorno recuerda al rostro de una mujer tumbada

Escribió en hexámetros un poema épico culto en tres libros dedicado a Luis Hurtado de Mendoza y Pacheco, II marqués de Mondéjar y III.er. conde de Tendilla, Bernardinam, quam de victoria memoranda / llustris Domini animosissimi Ducis D. Bernardini Mendozii aduersus Turchas nauali certamine apud insulam Arbolanum Illustrissimo principi ac Magnificentissimo domino D. Ludouico Mendozio Marchioni Mendeiaris et cete. dicauimus (Sevilla, 1544), que canta las hazañas navales contra los turcos de Bernardino de Mendoza y en especial la que tuvo lugar cerca de la isla de Alborán. En el mismo libro incluyó, también en hexámetros, una Aegloga ad reuerendissimum eundemque illustrissimum D. D. F. Bernardum Manrricum Episcopum Malacitanum etc. Cum primum urbem Antiquariam ingressus est y una serie de Encomia, quae tum principibus, tum amicis nuncupauimus, entre otros poemas que denotan un avezado uso de las formas horacianas y también de la himnología latina cristiana.
Destacan en especial, en el grupo que reunió bajo el título de Variis lusibus ad diuersos Sylua un poema sobre la leyenda de la Peña de los enamorados, De rupe duorum amantium apud Antiquariam sita, número 21 de la Sylva, y De urbis Garnatae rebus memorabilibus, número 45. Escribió también un De Mendozinae domus origine, un Panegiricus al conde de Ureña, y numerosos epigramas.

## Obra
- Bernardina de Illustris Domini ac Strenuissimi Ducis Domini Bernardini e Mendoza nauali certamine aduersus Turcas apud insulam Arbolanum uictoria. Item Aegloga unica ac de encomiis et uariis lusibus ad diuersos Sylua, per Ioannem Vilchium Antiquarium nunc recens aedita, Sevilla, 1544
- La silva de Juan de Vilches sobre la peña de los enamorados de Antequera, Málaga, 1961, facísmil.
- El humanista Juan de Vilches y su "De variis lusibus sylva": introducción, edición, traducción española, anotaciones e índices, ed. de Francisco José Talavera Esteso, Málaga: Universidad de Málaga, 1995.